# 柳永慶
柳永慶（：／，1550年—1608年)，字善餘，號春湖。本貫全州，朝鮮王朝中期權臣。
1572年春塘台文科丙科及第，之後歷任正言等職務。
1593年壬辰倭亂時任黃海道巡察史，在海州與倭軍激戰，斬首60多個倭軍，被任命為工曹參議。之後歷任黃海道觀察使、知中樞府史、兵曹參判等職。
朝鮮黨爭初期屬於柳成龍東人黨,後東人黨分裂成南人黨及北人黨，他成為北人黨領袖。
壬辰倭亂後，被冊封為二等扈聖功臣。1606年仁穆大妃生下永昌大君。因嫡子冊封為世子問題，北人黨分裂為大北派和小北派。作為支持永昌大君的小北派因宣祖的逝世及光海君的繼位，小北派失勢。柳永慶被大北派李爾贍、鄭仁弘彈劾，於慶興流放地被賜死。
1623年仁祖反正後,恢復官職名譽。